# Kill After Kill
 Kill After Kill è il sesto album del gruppo musicale Exciter, realizzato nel 1992.
In questo album Dan Beehler ritorna a rivestire il ruolo di cantante, ritorna John Ricci, mentre David Ledden è il nuovo bassista.

## Tracce
La canzone "Born to Kill" è registrata dal vivo.
1. Rain of Terror
2. No Life No Future'
3. Cold Blooded Murder
4. Smashin 'em Down
5. Shadow of the Cross
6. Dog Eat Dog
7. Anger, Hate and Destruction
8. The Second Coming
9. Born to Kill

## Formazione
- John Ricci - chitarra
- David Ledden - basso
- Dan Beehler - batteria, voce